# Håkan Lindgren (författare)
Håkan Lindgren, född 31 maj 1966 i Göteborg, är en svensk författare och är känd för en rad relationsromaner med anknytningar till samhällsskildrande ämnen inom HBTQ och surrogatmödraskap och romaner inom feelgood med spänningsinslag.

## Biografi
Håkan Lindgren avlade sin civilekonomexamen vid Handelshögskolan i Göteborg 1993 och arbetar sedan dess i finansbranschen. Han har varit verksam i Sverige, Frankrike och Luxemburg. Efter att ha varit bosatt i Frankrike i 25 år, flyttade han med familjen till Stockholm 2022.
Håkan Lindgren började sitt författarskap 2006 med låttexter till bland andra sångerskan Indra Kuldasaar och franske musikern André Fernandez, och har därefter också skrivit ett flertal noveller varav några har samlats i e-böcker som getts ut av Hoi förlag .
Håkan Lindgren romandebuterade 2015 med "Att raka en zebra". Uppföljaren "Moscow Baby" från 2017 bygger på Håkans och makens gemensamma resa till Moskva i syfte att skaffa barn via surrogatmamma. Romanen uppmärksammades i svensk press och TV. Hans fjärde roman, "Spökskrivaren", väckte också viss debatt i tidningar och på sociala media om spökskrivandet inom litteraturvärlden som företeelse.

### Romaner
- Att raka en zebra. Stockholm: Hoi Publishing. 2015. Libris 20020437. ISBN 9789176979068
- Moscow baby. Stockholm: Hoi Publishing. 2017. Libris 20536277. ISBN 9789176970461
- En fallen man. Stockholm: Hoi Publishing. 2020. Libris 7kmmztmr5fhhqbft. ISBN 9789176972373
- Skuggan av paradiset. Stockholm: Hoi Publishing. 2022. Libris dtqvrttbb7j397fp. ISBN 9789189199217
- L.A. Runaway. Stockholm: LAVA. 2023. Libris btxmpxq380n25tph. ISBN 9789189854062
- Spökskrivaren. Stockholm: LAVA. 2024. ISBN 9789189895430

### Ljudböcker
- Att raka en zebra. Helsingborg: Hoi Audio & Swann Audio. 2017. ISBN 9789176979068
- Moscow baby. Helsingborg: Hoi Audio & Swann Audio. 2017. Libris 21675185. ISBN 9789176973417
- En fallen man. Helsingborg: Hoi Audio. 2020. ISBN 9789175572123
- Skuggan av paradiset. Helsingborg: Hoi Audio. 2022. ISBN 9789189553132
- Spökskrivaren. Stockholm: Bookea. 2021. ISBN 9789189349896
- L.A. Runaway. Stockholm: Bookea. 2023. ISBN 9789189895430